# Gehlen-Prozess
Als Gehlen-Prozess wird eine Reihe von Gerichtsprozessen in der Deutschen Demokratischen Republik bezeichnet, die in den Jahren 1953–1956 gegen mutmaßliche Agenten der Organisation Gehlen, der Vorläufer-Organisation des BND, stattfanden.
Dabei handelte es sich teilweise um Geheimprozesse, wie den gegen Elli Barczatis, die Chefsekretärin des Ministerpräsidenten Otto Grotewohl, und ihren Freund Karl Laurenz, der 1955 mit Todesurteilen für die Angeklagten endete.
Andere Prozesse wurden als Schauprozesse groß angelegt und bis ins Detail vorausgeplant. Dazu gehören das Verfahren gegen Werner Wilhelm Haase und sechs weitere Angeklagte vom Dezember 1953, das mit hohen Freiheitsstrafen endete, und das Verfahren gegen Karli Bandelow, Ewald Misera und 5 Mitangeklagte, in dem Anfang November 1954 für die beiden Genannten Todesurteile gesprochen wurden.
Das erklärte Hauptziel der Schauprozesse war, die Organisation Gehlen in der Öffentlichkeit als „kriegstreiberisch“ und als „Verbrecherbande“ darzustellen.:132 Auch für die Urteilsbegründung selbst war dies notwendig, da es in der DDR bis zum Strafrechtsergänzungsgesetz (StEG) vom 1. Februar 1958 keinen Spionagetatbestand gab und deshalb auf andere Anklagepunkte zurückgegriffen werden musste. Ein weiteres wesentliches Ziel der Schauprozesse war es, die Bedeutung der Staatssicherheit hervorzuheben und sie in der Bevölkerung zu verankern. In der Presse wurde immer wieder „größere Wachsamkeit“ gefordert.:1001 Nach dem Aufstand vom 17. Juni 1953 war dem Ministerium Versagen vorgeworfen und es zum Staatssekretariat für Staatssicherheit heruntergestuft worden. Die Staatssicherheit unter ihrem neuen Leiter Ernst Wollweber setzte alles daran, Erfolge vorzuweisen, um ihr Ansehen wiederherzustellen. Am 24. November 1955 wurde das Staatssekretariat wieder in ein Ministerium umgewandelt.

## Der Prozess gegen Bandelow und andere vom November 1954
In diesem Prozess wurden sieben Personen angeklagt und verurteilt: Der Bauingenieur und Hauptreferent im Staatssekretariat für Kraftverkehr und Straßenwesen der DDR Karli Bandelow, der Handlungsgehilfe Ewald Misera, der Vertriebskaufmann Vitalis Dalchau, der Finanzbuchhalter Gottfried Schröer, der Fischer Christoph Komorek, der Dreher Werner Laux und die Stenotypistin Käthe Dorn. Die meisten von ihnen gehörten zu den über 500 Verhafteten der Aktion „Pfeil“ der Staatssicherheit. Die Auswahl der Angeklagten für diesen Schauprozess erfolgte ausschließlich aus Gründen politischer Zweckmäßigkeit und agitatorischer Nutzanwendung. Außer Karli Bandelow und Käthe Dorn, die befreundet gewesen waren, hatten sie einander nicht gekannt.:130,134

### Vorbereitung
Der Schauprozess wurde einschließlich der Urteile generalstabsmäßig im Politbüro der SED vorausgeplant.:1000f Dieses befasste sich erstmals am 24. August 1954 mit der Sache. Laut Protokoll Nr. 22/54 erstattete Willi Stoph, damals Mitglied des Politbüros und Minister des Innern, unter Tagesordnungspunkt 18 Bericht über die Verhaftung sogenannter Gehlen-Agenten.:130ff
Die propagandistischen Vorbereitungen wurden zeitlich koordiniert mit einem diplomatischen Vorgehen des Hohen Kommissars der UdSSR in Deutschland Georgi Maximowitsch Puschkin am 23. September und einer internationalen Pressekonferenz am 4. Oktober in Ostberlin, die zwei Tage nach der ursprünglich vorgesehenen Urteilsverkündung stattfinden sollte.
Mit der Vorbereitung des Schauprozesses wurde Anton Plenikowski, der Leiter der Abteilung „Staatliche Verwaltung“, beauftragt. Zu seiner entsprechenden Vorlage erklärte er am 25. September im Politbüro: „Das Ziel der durchzuführenden öffentlichen Prozesse ist die weitere Entlarvung der Organisation Gehlen als einer Bande von Kriegsverbrechern, Faschisten und Revanchisten, die nicht nur den Frieden des deutschen Volkes, sondern den Frieden der Welt gefährden.“:1001
Am 28. September erörtert das Politbüro konkret die Durchführung und Auswertung des Prozesses sowie dreier weiterer geplanter Prozesse vor den Bezirksgerichten Erfurt, Frankfurt/Oder und Magdeburg.:132ff Das betraf die Zielsetzung, den Verlauf und das Urteil. Für die Hauptangeklagten Bandelow und Misera plante das Politbüro zunächst lebenslange Zuchthausstrafen. Erich Mielke sollte die Argumentation für die Referenten und Agitatoren über die Organisation Gehlen vorbereiten. Die Presse sollte an der Verhandlung teilnehmen und täglich darüber berichten. Bestimmte Stellen sollten gefilmt werden. Durch die Abteilung Agitation sollten 120–130 Personen als Prozess-Zuhörer ausgewählt werden, um sicherzustellen, dass „die Teilnehmer an der Verhandlung die Ergebnisse in ihren Betrieben, Verwaltungen und in Agitationseinsätzen verwerten.“ Aus politischen Gründen wurde der Prozess um einige Wochen verschoben. Er sollte nun am 1. November beginnen und acht Verhandlungstage umfassen.
Weitere Details legte das Politbüro in einer Sitzung am 26. Oktober fest. Die Prozessführung sollte entsprechend den Vorschlägen von Walter Ulbricht organisiert werden. Die persönliche Verantwortung sollte Plenikowski tragen. In dieser Sitzung verschärft es das Strafmaß für Bandelow und Misera auf Todesstrafe.

### Propaganda
Wie geplant, begleitete massive Propaganda in den Zeitungen und im Rundfunk die gesamte Prozess-Berichterstattung. Am 2. November veröffentlichten die Tageszeitungen Neues Deutschland, Berliner Zeitung und Neue Zeit größere Auszüge aus der Anklageschrift des Generalstaatsanwalts Ernst Melsheimer. Mit reißerischen Überschriften wie „Gehlen-Verbrecher vor Gericht“, „Scheußliche Verbrechen kommen ans Licht“, „Ehrlose Schurken – die Werkzeuge der USA“, „Verbrechen gegen Deutschland“, „Die härteste Strafe für diese Subjekte“, „Der Kriegsvorbereitung überführt“ machten sie Stimmung in der Bevölkerung. Parallel zur eigentlichen Berichterstattung wurde über die Stimmung in der Bevölkerung berichtet, die durch Agitatoren gründlich vorbereitet worden war. Zu nahezu jedem Zeitungsartikel erschien ein Parallel-Artikel mit Inhalten wie „2.000 Müchelner Kumpel und 900 Funkwerker in Dresden fordern in Resolutionen die strengste Bestrafung der Gehlen-Agenten“.
Die Rundfunk-Sender Berlin 1, Berlin 2 und der  Deutschlandsender sendeten zudem tägliche Berichte zur besten Sendezeit, die jeweils am nächsten Vormittag wiederholt wurden.
Noch 1954 erschien im Kongress-Verlag ein propagandistisch aufbereiteter autobiografischer Roman von Hans-Joachim Geyer mit dem Titel Am Anfang stand das Ende… Geyer hatte als Doppelagent maßgeblich zur Verhaftungswelle der „Aktion Feuerwerk“ vor dem ersten Gehlen-Prozess 1953 beigetragen und war auch im November 1954 als Zeuge eingesetzt worden.
Der Kongress-Verlag veröffentlichte nach Ende des Prozesses außerdem die Propagandaschrift Halt! Das Urteil sprechen wir. Über die Tätigkeit imperialistischer Geheimdienste, die sich hauptsächlich mit den Angeklagten und der Organisation Gehlen auseinandersetzt.

### Ablauf
Der zeitliche Ablauf des Prozesses lässt sich weitgehend anhand der Berichterstattung in den Tageszeitungen Neues Deutschland, Berliner Zeitung und Neue Zeit nachvollziehen. Gerichtsvorsitzender war Walter Ziegler, Beisitzer waren Helene Kleine und Heinrich Löwenthal.:134 Die Anklage vertrat der Generalstaatsanwalt Ernst Melsheimer. Bandelow wurde vom Pflichtverteidiger Friedrich Wolff vertreten.:138
Vor Gericht wurden die Angeklagten nicht der Industriespionage beschuldigt, was den konkret vorgeworfenen Taten entsprochen hätte. Stattdessen warf die Staatsanwaltschaft ihnen vor, Bombenanschläge zur „Massenvernichtung der Bevölkerung“ und Zerstörung der DDR-Wirtschaft geplant zu haben. Die Angeklagten bestätigten die Anklage in allen Einzelheiten in einstudierten Aussagen und gestanden alles.:1002
Die geladenen Zeugen konnten zwar keine Aussagen zu den Vergehen der Angeklagten machen, da sie diese nicht gekannt hatten, berichteten aber eingehend über die Arbeit der Organisation Gehlen. Zu diesen Zeugen zählten die Doppelagenten Wolfgang Höher und Hans-Joachim Geyer, die erst drei Tage vor Beginn der Hauptverhandlung vernommen worden waren, sowie die vermeintlichen Überläufer Gerhard Kapahnke und Gerhard Prather. Ein weiterer Zeuge war der von der Staatssicherheit in die DDR entführte Verfassungsschutz-Mitarbeiter Friedrich Karl Bauer, der erst am 28. Oktober auf den Prozess vorbereitet worden war.:136f Außerdem wurde der Militärwissenschaftler Egbert von Frankenberg und Proschlitz als Gutachter aufgerufen. Er bekundete, dass „jeder Auftrag an die Agenten in der DDR der direkten Kriegsvorbereitung auf deutschem Boden dienen sollte“.
Das Urteil vom 9. November 1954 entsprach der Vorgabe des Politbüros. Für Karli Bandelow und Ewald Misera verhängte es die Todesstrafe. Werner Laux und Käthe Dorn wurden zu lebenslänglich, Gottfried Schröer und Vitalis Dalchau zu 15 Jahren und Christoph Komorek zu 12 Jahren Zuchthaus verurteilt.

### Nachwirken
Am 4. März 1992 hob das Kassationsgericht des Landgerichts Berlin das Urteil auf, weil es „auf einer schwer wiegenden Verletzung des Rechts“ beruhte, und sprach alle im Prozess Verurteilten frei:

„Zum Zeitpunkt der Verurteilung war eine Strafbarkeit der Spionage auf dem Gebiet der DDR nicht gegeben. Die Heranziehung der Bestimmung des Artikels 6 der DDR-Verfassung und der Kontrollratsdirektive 38 stellt eine im Strafrecht verbotene Analogie dar; die Normen hatten einen anderen Regelungszweck. Das Oberste Gericht hätte die Betroffenen daher wegen der ihnen zur Last gelegten Taten nicht verurteilen dürfen. Mit langwierigen politischen Ausführungen, die einen erheblichen Teil des Urteils einnehmen, sucht das Oberste Gericht die ‚Organisation Gehlen‘ zu einer faschistischen Organisation zu erklären, um unter Beugung des Rechts das Verhalten der Verurteilten dem Strafrecht zu unterwerfen. Ersichtlich sollte hier mit Mitteln des Strafrechts allein politischen Erwartungen der Staats- und Parteiführung Gehorsam erwiesen werden.“

## Historische Quellen
- Urteil des Obersten Gerichts der Deutschen Demokratischen Republik vom 9. November 1954. Beilage zu Neue Justiz, Heft 22/1954.
- Die Lehren aus dem Gehlen-Prozeß. In: Neue Justiz, 8. Jg. (1954), Heft 22, Berlin (Ost), S. 645 ff.
- Albert Hermann: Halt! Das Urteil sprechen wir. Kongress-Verlag, Berlin, 1955.